# 施密特-本德爾
施密特-本德爾（Schmidt & Bender GmbH & Co. KG）是一家德國公司，專門生產用於狩獵、運動、執法和軍事武器的高端望遠鏡和瞄準鏡。
該公司由樂器製造商 Helmut Schmidt 和樂器大師 Helmut Bender 於 1957 年創立。 公司從生產各種品牌的大型德國狩獵設備銷售鏈的望遠鏡和瞄準鏡開始，之後逐漸開始生產自己品牌的瞄準鏡。
大部分組裝過程都是手工完成的，所以該公司每年只能生產有限數量的瞄準鏡。